# Парк Победы (Смоленск)
Парк Победы заложен в честь Победы в Великой Отечественной войне в центральной части города Смоленск, рядом с площадью Победы.
Парк Победы представляет небольшой сквер, воздвигнутый в центре города.

## Достопримечательности
2 мая 1995 года накануне пятидесятилетия Победы на территории сквера был торжественно открыт памятник великому поэту А. Т. Твардовскому и его литературному герою Василию Тёркину.